# Léo Prates
Leonardo Silva Prates (Salvador, 5 de abril de 1978), mais conhecido como Leo Prates, é engenheiro eletricista e político brasileiro com posicionamento ideológico de centro. É formado em Engenharia Elétrica e Pós Graduado em Administração pela Universidade Federal da Bahia. É pai de dois filhos e casado com a sanitarista Ana Paula Pitanga Prates.
Leo Prates foi vereador em Salvador. Filiado ao Democratas, cumpriu seu segundo mandato consecutivo (2013-2016 e 2017-2018), quando exerceu o cargo de presidente da Câmara Municipal de Salvador no biênio 2017/2018. Em 2018 foi eleito deputado estadual. Em 2019 licenciou-se do mandato de deputado estadual e assumiu o posto de secretário Municipal de Promoção Social e Combate à Pobreza de Salvador (SEMPRE), a convite do prefeito ACM Neto. Após cinco meses na pasta, Prates foi remanejado para a secretaria Municipal da Saúde.
Em 2022, após 2 anos e 8 meses à frente da Secretaria de Saúde de Salvador, deixou a pasta e reassumiu o mandato na Assembleia Legislativa da Bahia. Nas eleições de outubro de 2022, foi eleito deputado federal pela Bahia com 143.763 votos.

## Política

### Vereador
Em 2017, na sua segunda legislatura, foi eleito presidente da Câmara Municipal de Salvador, recebendo 40 votos do total de 43 vereadores.  Em 2018, Leo Prates disputou uma vaga na Assembleia Legislativa do Estado da Bahia, sendo eleito deputado estadual, no dia 7 de outubro, com 55.018 votos (0,79% dos votos válidos).  Prates encerrou oficialmente o seu mandato na Câmara Municipal de Salvador, no dia 25 de janeiro de 2019, quando protocolou a carta de renúncia ao cargo, para assumir a cadeira na Assembleia Legislativa do Estado da Bahia.

#### Deputado Estadual
Em 2018, Leo Prates disputou uma vaga na Assembleia Legislativa do Estado da Bahia, sendo eleito deputado estadual, no dia 7 de outubro, com 55.018 votos (0,79% dos votos válidos), 25.854 votos em Salvador. Prates obteve o recorde de apresentação de projetos em um único dia na Assembleia Legislativa da Bahia (AL-BA): foram 61 Propostas Legislativas protocoladas na Casa.

##### Partido Democrático Trabalhista
No dia 11 de fevereiro de 2020, Leo Prates ingressou no Partido Democrático Trabalhista (PDT), em cerimônia de filiação que contou com a presença do presidente nacional do partido Carlos Lupi, em Salvador.

##### Nomeações a Secretárias Municipais de Salvador
Em 05 de fevereiro de 2019, Leo Prates foi nomeado pelo prefeito ACM Neto como Secretário Municipal de Promoção Social e Combate à Pobreza de Salvador.
Em 09 de julho de 2019, Leo Prates foi nomeado secretário municipal da Saúde de Salvador.
No dia 30 de março de 2022, Leo Prates deixou a Secretaria Municipal da Saúde do Salvador, após 2 anos e 8 meses à frente da pasta e retomou o mandato de deputado estadual na Assembleia Legislativa da Bahia. 

##### Deputado Federal
No dia 02 de agosto de 2022, Leo Prates teve a sua candidatura ao cargo de deputado federal homologada durante a convenção estadual do Partido Democrático Trabalhista. Nas eleições de 2022, Prates foi eleito deputado federal pela Bahia com 143.763 votos. No primeiro mês de mandato, foi indicado ao posto de vice líder da bancada do PDT no Congresso.